# Ejército Popular de Liberación Nacional (Grecia)
El Ejército Popular de Liberación Nacional (ELAS, en griego: Ελληνικός Λαϊκός Απελευθερωτικός Στρατός, romanizado: Ellinikós Laïkós Apeleftherotikós Stratós; ΕΛΑΣ) fue la rama militar de la principal organización de la resistencia griega contra la ocupación del Eje. Dependía de la rama política de la organización, el Frente de Liberación Nacional (EAM). Tanto la organización política como su rama militar estaban controlados por el Partido Comunista de Grecia (KKE). Tras la evacuación del país por el Eje en 1944 participó en la guerra civil griega, y fue derrotado por las fuerzas políticas y militares de la derecha griega con respaldo británico.

## Creación
La organización la formaron comunistas e izquierdistas a los pocos meses de la derrota militar del país y su posterior ocupación por Alemania, Italia y Bulgaria tras la operación Marita en abril de 1941. Al extenderse principalmente por las zonas montañosas del país, se la conocía también como "la montaña" (en griego antiguo: του βουνού). El KKE aprobó su formación 8 días después del ataque alemán a la URSS. EAM fue fundado oficialmente el 27 de septiembre de 1941 por el pleno del comité central del KKE. Los dirigentes republicanos, desconfiando de los objetivos de los comunistas, se negaron a participar, mientras que 3 pequeñas formaciones de izquierdas sí respaldaron la nueva organización. La organización militar dependiente, ELAS, se fundó en abril de 1942. Pronto EAM se transformó en la principal organización de resistencia. Al comienzo, su principal dificultad fue el alistamiento de oficiales profesionales.

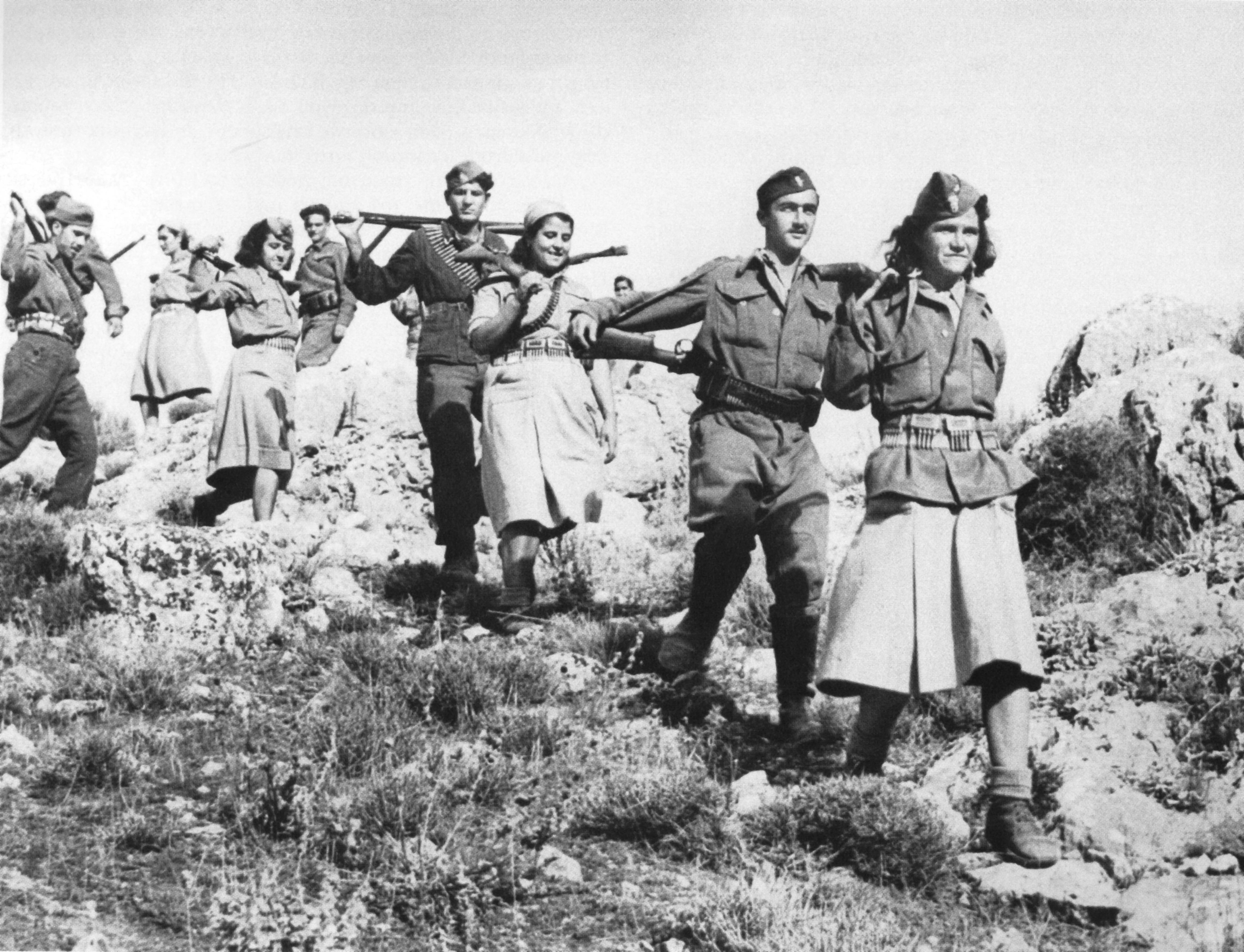
Luchadores y luchadoras de ELAS

Su creación fue posible gracias al vacío de poder político creado primero por el régimen dictatorial de Metaxas que puso en crisis a los partidos tradicionales y más tarde por la derrota, el exilio del gobierno, y la falta de un control efectivo del gobierno de Atenas del campo. Este vacío lo llenó la izquierda griega, por primera vez políticamente relevante, que movilizó al campesinado libre del tradicional control estatal.

## Características
El movimiento, dejando de lado la lucha de clases y haciendo hincapié en la lucha por la liberación de la ocupación y en el abastecimiento de las aldeas, llevó a cabo una política de frente popular. Aprovechó la experiencia en la clandestinidad de los comunistas durante la dictadura del general Ioannis Metaxás pero hubo de limitarse a operar principalmente en las zonas de difícil acceso para las tropas ocupantes. Estas zonas, las más castigadas por la hambruna, fueron las más activas para ELAS, donde reclutó principalmente a jóvenes campesinos. El hundimiento del anterior sistema clientelista que fomentaba la pasividad política del campesinado, las dificultades económicas debidas a la ocupación y la movilización de EAM favorecieron la nueva iniciativa de los campesinos. En la mayoría del territorio EAM y ELAS se limitaron a organizar el ímpetu de los campesinos por la defensa.
Además de su preocupación por el abastecimiento de los campesinos y su lucha contra el mercado negro, EAM/ELAS favorecieron la organización de entes de gobierno local.
Se considera que hubo varias razones principales para el éxito y crecimiento de la formación:
- El fracaso del rey y de los partidos tradicionales en formar una resistencia efectiva contra el Eje. Su derrotismo y preocupación por otras cuestiones políticas como la forma del Estado.
- El descrédito del monarca y de los partidos por su desempeño en el periodo de entreguerras, especialmente frente a los problemas sociales y económicos. EAM/ELAS se presentó como una alternativa más democrática y más justa para la posguerra.[9]
- La experiencia del KKE en el trabajo clandestino y su dedicación a las tareas de la resistencia, frente a la desorganización de los partidos burgueses.
- La brutal represión de los ocupantes, que alimentaron, junto con la propaganda anticomunista, las filas de EAM/ELAS.
- Lo restrictivo de las organizaciones rivales en la resistencia, de carácter puramente local y militar, sin las organizaciones sociales de EAM/ELAS. Aquellas, a diferencia de EAM/ELAS, dependían del apoyo británico para subsistir.[10]

## Consolidación de su fuerza

### Sabotaje en el puente Gorgopotamos
Una noche de septiembre de 1942, un pequeño grupo de oficiales de la SOE británica se lanzó en paracaídas hacia Grecia cerca del monte Giona. Este grupo, liderado por el brigadier Eddie Myers, tenía la tarea de volar uno de los tres puentes (Gorgopotamos, Papadia o Asopos) de la principal línea ferroviaria del país, y lograr que los dos grupos guerrilleros principales, pero en competencia, de ELAS y EDES lograran cooperar.

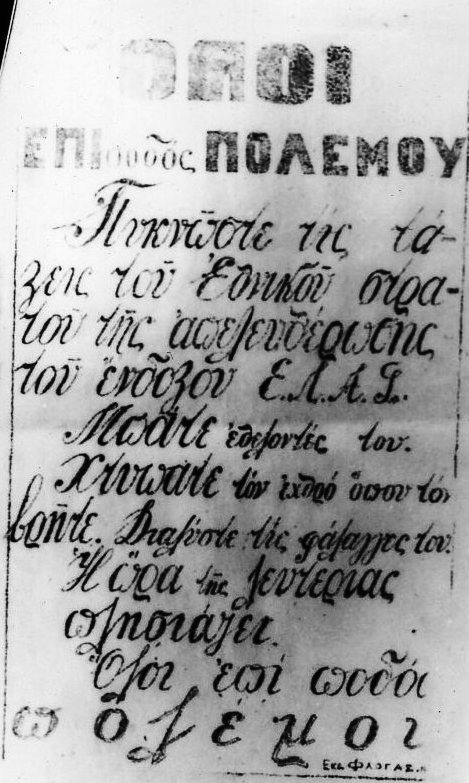
Anuncio para unirse al ELAS

Después de mucha deliberación, se eligió el puente Gorgopotamos debido a la dificultad de hacer reparaciones a la estructura. Dimos Karalivanos, un guerrillero ELAS, fue el primer guerrillero que encontraron los británicos. A finales de octubre, un segundo grupo de oficiales británicos se lanzó en paracaídas a las montañas griegas. Sus líderes fueron Themis Marinos y el coronel Christopher Woodhouse. Su misión era localizar a las guerrillas de EDES y su líder Napoleón Zervas, que eran más amigables con el Comando Británico de Medio Oriente que ELAS, y cooperar con ellos. Los dos grupos griegos finalmente acordaron colaborar. Los británicos no estaban a favor de la participación de ELAS, porque era un grupo procomunista, pero las fuerzas de ELAS eran más grandes y estaban mejor organizadas, y sin su participación, era más probable que la misión fracasara.
El 14 de noviembre, los 12 saboteadores británicos, las fuerzas de ELAS (150 hombres) y las de EDES (60-65 hombres) se reunieron en la aldea de Viniani en Euritania y comenzó la operación. Diez días después, estaban en Gorgopotamos. La noche del 25 de noviembre, a las 23:00 horas, la guerrilla inició el ataque contra la guarnición italiana. Los italianos se sobresaltaron y, tras poca resistencia, fueron derrotados. Después de la derrota de los italianos, los saboteadores colocaron los explosivos. Las fuerzas de ELAS habían colocado emboscadas en las rutas hacia el puente, para bloquear el acercamiento de los refuerzos italianos. La explosión ocurrió a las 03:00 horas. Posteriormente, las fuerzas guerrilleras regresaron a Viniani para celebrar el éxito de la misión. La destrucción del puente Gorgopotamos fue, junto con el sabotaje noruego de agua pesada en Rjukan, uno de los dos mayores actos de guerrilla en la Europa ocupada. La voladura del puente interrumpió el transporte alemán de municiones a través de Grecia a las fuerzas de Rommel durante varias semanas, y tuvo lugar en un momento en que el Afrika Korps en el norte de África, en retirada tras la derrota de El Alamein, que necesitaban suministros.

### Expansión del ELAS
La voladura del puente Gorgopotamos favoreció bastante al ELAS. Pronto, muchos habitantes de las aldeas de Grecia central se convirtieron en miembros de ELAS. Además, la gente simpatizaba con las guerrillas de ELAS porque no fueron ayudadas por los británicos en contraste con EDES. Cuando 25 guerrilleros desertaron de ELAS, Aris Velouchiotis fue a Epiro para amenazar a Napoleón Zervas para que no se pusiera en contacto con ellos. Posteriormente, los 25 desertores fueron arrestados y ejecutados en la aldea de Sperhiada. 

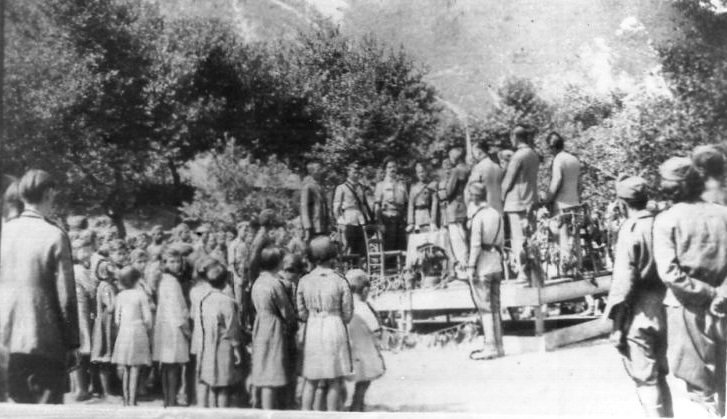
Toma de juramento

El invierno de 1942, los grupos ELAS se formaron en otras regiones griegas, como Tesalia y Macedonia. En Grecia central, Aris Velouchiotis logró formar un poderoso ejército semi-convencional que podía atacar a las fuerzas alemanas e italianas. Aris se convirtió en una figura legendaria que impuso una férrea disciplina en ELAS. Al mismo tiempo, algunos miembros de ELAS (Periklis, Tasos Leuterias, Diamantis, Nikiforos, Thiseas, Dimos Karalivanos y Belis) se han distinguido durante las batallas. Aris Velouchiotis formó un grupo de 30 a 35 hombres, llamados "Mavroskoufides" (los "gorras negras"), que eran sus guardias personales. Durante el invierno de 1942-1943, se compusieron nuevas unidades de ELAS en muchas regiones de Grecia. Algunas áreas en las montañas de Grecia central pasaron del control de las fuerzas del Eje al de ELAS.
El invierno de 1942, los grupos ELAS se formaron en otras regiones griegas, como Tesalia y Macedonia. En Grecia central, Aris Velouchiotis logró formar un poderoso ejército semi-convencional que podía atacar a las fuerzas alemanas e italianas. Aris se convirtió en una figura legendaria que impuso una férrea disciplina en ELAS. Al mismo tiempo, algunos miembros de ELAS (Periklis, Tasos Leuterias, Diamantis, Nikiforos, Thiseas, Dimos Karalivanos y Belis) se han distinguido durante las batallas. Aris Velouchiotis formó un grupo de 30 a 35 hombres, llamados "Mavroskoufides" (los "gorras negras"), que eran sus guardias personales. Durante el invierno de 1942-1943, se compusieron nuevas unidades de ELAS en muchas regiones de Grecia. Algunas áreas en las montañas de Grecia central pasaron del control de las fuerzas del Eje al de ELAS.

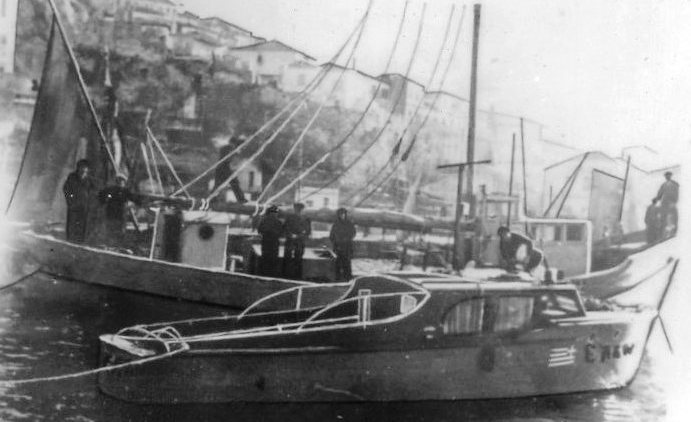
Naves de la Armada de Liberación del Pueblo Griego

En este período se produjeron dos hechos de gran importancia. El KKE, después de pasar grandes dificultades, logró reorganizar sus grupos destruidos por Metaxas. Se reclutaron muchos miembros y con la ayuda de ELAS, que se convirtió en el ejército partidista más grande de Grecia, EAM se convirtió en la organización política de masas más grande de la historia griega, con más de 1,5 millones de miembros, alistados en organizaciones que cubrían todos los barrios de cada aldea. El segundo gran acontecimiento fue la fundación de la Organización Panhelénica Unida de la Juventud (EPON) (en griego: Ενιαία Πανελλαδική Οργάνωση Νέων). En 1943, también se fundó una pequeña marina auxiliar naval, la Armada de Liberación del Pueblo Griego (ELAN).
Dos años después de su fundación, la fuerza militar de ELAS había crecido del pequeño grupo de combatientes en Domnitsa a una fuerza de unos 50.000 partisanos (estimaciones del gobierno británico) o incluso hasta 85.000, según fuentes del EAM; La propia EAM, y sus organizaciones asociadas, habían aumentado a una membresía de entre 500.000 y 750.000 (según Anthony Eden) hasta dos millones, en un país de 7,5 millones de habitantes. [3] ELAS fue así uno de los grupos de resistencia más grandes formados en Europa, similar a los maquis franceses, la resistencia italiana y los partisanos yugoslavos, pero más pequeño que la resistencia polaca.

## Estructura
ELAS estaba controlada por EAM, que nombraba a los miembros de su comité central, a pesar de tener autonomía en temas puramente militares. La formación estuvo siempre sometida a la organización política, a diferencia de las demás organizaciones armadas de la resistencia griega.
Cada unidad de ELAS contaba con un comandante militar (en griego antiguo: kapetanios) y un representante político de EAM. El comandante, habitualmente un oficial profesional, se encargaba de la cuestiones militares, mientras que el representante político se encargaba de la propaganda, moral de la unidad y de las relaciones con la población civil y las autoridades, además de asegurar el control político de los militares. Generalmente los representantes políticos y, cada vez más, los militares, pertenecían al KKE.
El cuartel general de ELAS se estableció en la localidad tesalia de Pertuli y su cúpula la formaron 3 miembros: Stefanos Sarafis (comandante militar), Andreas Tzimas (consejero político) y Aris Velujiotis (dirigente popular).

## La guerra mundial

### Primeros meses
ELAS creció lentamente hasta la primavera de 1943, cuando contaba con unos 5.000 hombres, a pesar de ser el único movimiento armado de la resistencia implantado por todo el país. A finales de 1943 había crecido rápidamente hasta los 35.000-40.000 hombres. Uno de sus principales problemas al comienzo fue atraer a los oficiales partidarios de la resistencia armada a la organización, sospechosa de ser una mera fachada del KKE.
Las operaciones durante todo 1942 fueron escasas, como las del resto de organizaciones de la resistencia. El valor de ELAS para los Aliados, aunque sin llegar al de los partisanos yugoslavos, fue notable e infravalorada durante la contienda.
Durante el verano de 1943 continuaron los ataques de ELAS a las formaciones rivales de la resistencia, separados por reconciliaciones temporales entre las distintas organizaciones. ELAS tachó de colaboracionistas a todas aquellas bandas armadas no afiliadas a su movimiento, aunque algunas efectivamente colaboraban con las fuerzas de ocupación.
El 22 de junio de 1943 el comandante el jefe de las fuerzas británicas en Oriente Próximo, el general Wilson, que consideraba a ELAS como la mejor formación militar de la resistencia griega, comunicó oficialmente el reconocimiento del mismo como fuerza Aliada. El Foreign Office británico, preocupado por las consecuencias políticas del reconocimiento para las posguerra, aceptó a regañadientes la acción de los mandos militares. La ayuda militar británica tras el reconocimiento no fue destacable, al contrario de la económica, pero la principal consecuencia del mismo fue la de aumentar el prestigio de la formación.
Tras la rendición italiana en septiembre de 1943 las fuerzas alemanas, lejos de replegarse como esperaban los mando británicos y las fuerzas de la resistencia griega, comenzaron a tomar las posiciones italianas, atacando duramente a las unidades de la resistencia. En octubre y noviembre las operaciones alemanas contra ELAS fueron devastadoras para éste, y tuvo que abandonar su cuartel general en Tesalia. A la vez continuaba el enfrentamiento entre las formaciones de la resistencia.

### La primera fase de la guerra civil
El enfrentamiento entre ELAS y EDES durante la guerra mundial tuvo 4 fases que acabaron sin un vencedor claro:
- De octubre a finales de noviembre ELAS logró el repliegue de las unidades de Zervas a Epiro, a la vez que los alemanes infligían numerosas bajas a ambas formaciones.[27]
- En diciembre hubo un parón en los combates, pareciendo Zervas incapaz de recobrarse.[27]
- A comienzos de enero, sin embargo, EDES contraatacó con éxito, avanzando por Rumeli, a la vez que tenían lugar conversaciones para lograr un armisticio.[27]
- A finales ELAS logró recobrar el territorio perdido hasta el río Aractos.[27] El 4 de febrero de 1944 se firmó el armisticio entre las dos organizaciones.[27]

El conflicto reforzó a los colaboracionistas y debilitó a las guerrillas contra el ocupante. En los choques no tomaron parte las tropas de la tercera de las formaciones resistentes griegas, EKKA, con las que los dirigentes de ELAS habían pactado en agosto de 1943 un acuerdo para que se mantuviese neutral en el previsto ataque contra EDES en el otoño. ELAS acusó a EDES de haber colaborado con los alemanes, habiendo suscrito una tregua con los mismos que duró entre diciembre de 1943 y julio de 1944. Los contactos entre ELAS y los alemanes habían sido menores y más discretos, lo que les permitió acusar a otras formaciones de colaboracionismo.
ELAS se benefició especialmente de la rendición italiana al lograr, a pesar de un acuerdo previo entre la división italiana Pinerolo, EDES, ELAS y los británicos para mantenerse como unidad Aliada, la rendición y la captura del armamento de la división italiana el 15 de octubre de 1943, una vez comenzado el ataque contra EDES.

### Vísperas de la evacuación del Eje
A comienzos de 1944, a pesar de no haber logrado la derrota de sus rivales militares de la resistencia, ELAS era la formación predominante en todo el país. En la primavera de 1944 ELAS atacó al EKKA de Dimitrios Psaros y lo eliminó, ajusticiando a su dirigente el 16 de abril de 1944.
Mientras, los británicos, que habían comenzado a sopesar la situación de las posguerra, planeaban ya a finales de 1943 la inclusión de EDES en el Ejército nacional griego y la ruptura con ELAS pero, ante la necesidad de continuar las acciones contra los alemanes para las que ELAS era esencial, continuaron con el suministro a éste en la primavera de 1944.
También en la primavera de 1944 ELAS consiguió penetrar con éxito en la región del Peloponeso, de gran tradición monárquica y hostil a los comunistas y donde los alemanes habían logrado sus mayores éxitos con los Batallones de Seguridad. Por otro lado, sufrió un revés en Epiro, donde Zervas logró tomar el puerto de Preveza eliminando de la zona a las unidades de ELAS, mejorando sus líneas de suministros desde Italia.
En julio los alemanes comenzaron una dura campaña contra ELAS en Macedonia, la más dura contra la insurgencia durante el periodo de ocupación, con importantes pérdidas de hombres y material para la guerrilla. Este ataque y la posterior llegada de una misión militar soviética retrasaron la campaña planeada para eliminar definitivamente a EDES.

## Tras la liberación
Al final de la ocupación el poder político del KKE había crecido tanto que formaba en la práctica un gobierno rival al reconocido por los Aliados, en el exilio. El partido contaba con alrededor de 300.000 miembros, mientras que ELAS/EAM contaba con cerca de 2 millones, cerca de un tercio de la población.